# Ken Stabler
Pour les articles homonymes, voir Stabler.
Pro Football Hall of Fame 2016
(en) Statistiques sur pro-football-reference
Kenneth « Ken » Michael Stabler est un joueur américain de football américain né le 25 décembre 1945 à Foley et mort le 8 juillet 2015  à Gulfport (Mississippi). Il évoluait au poste de quarterback.

## Biographie
Ken Stabler meurt le 8 juillet 2015  des suites d'un cancer du côlon. Il a fait don de son cerveau et de sa moelle épinière au Centre spécialisé en encéphalopathie traumatique chronique de l'université de Boston. En février 2016, le New York Times a rapporté que des chercheurs de l'université de Boston avaient découvert une encéphalopathie traumatique chronique (ETC) de stade 3 en examinant le cerveau de Stabler après sa mort.